# Destiny (ISS)
För andra betydelser, se Destiny.

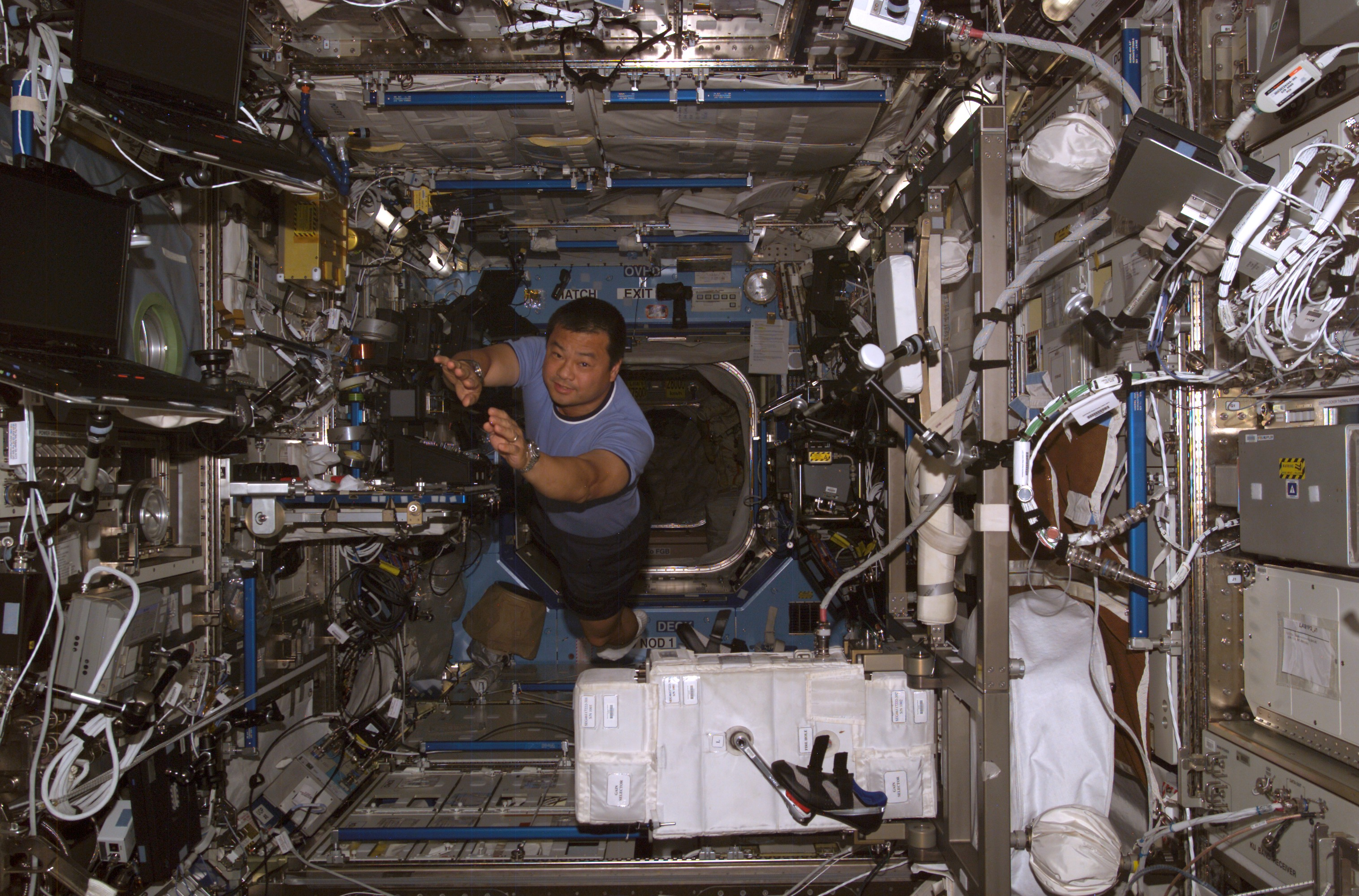
Leroy Chiao ombord Destiny i oktober 2004.

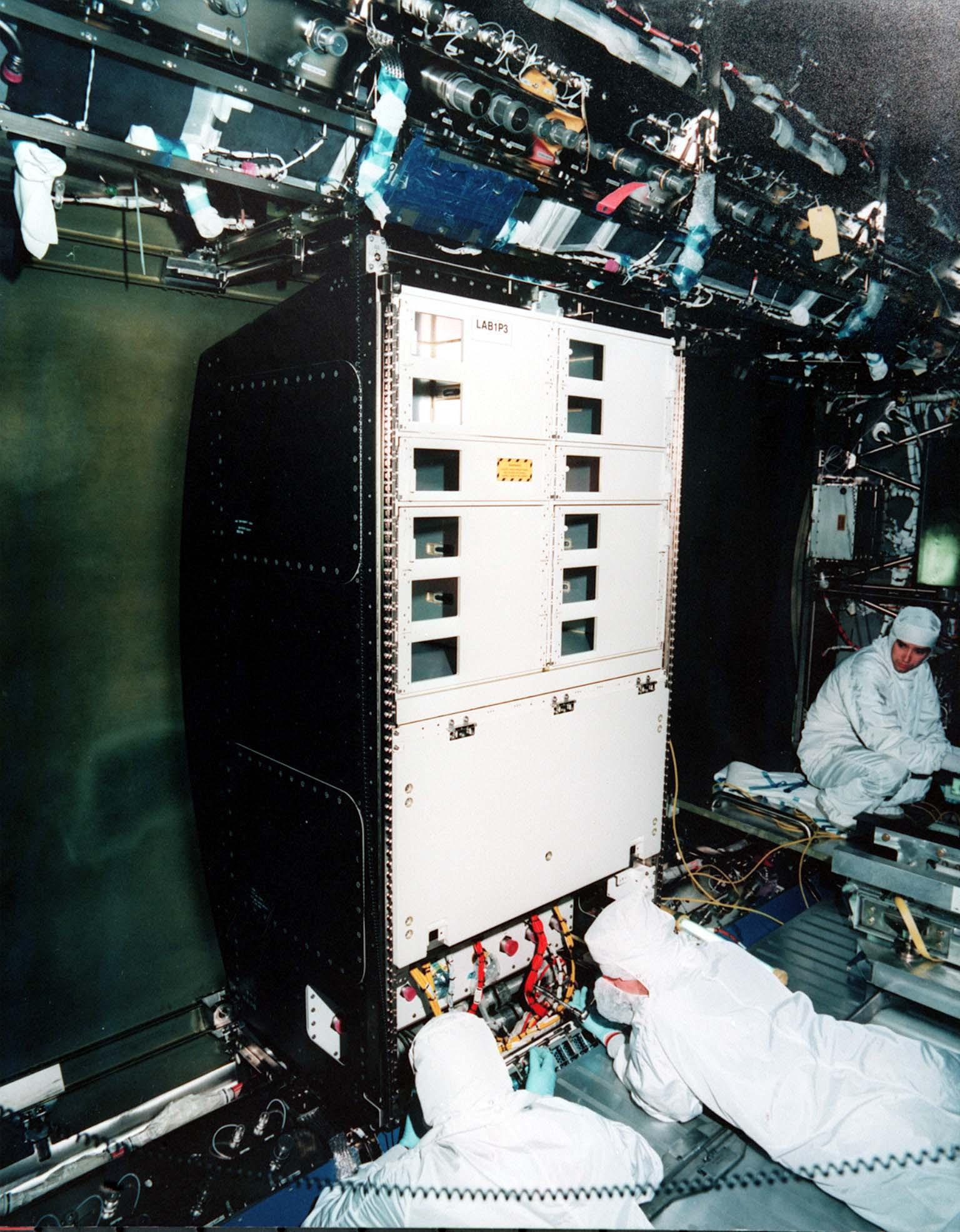
Ett International Standard Payload Rack (ISPR) inne i Destiny

Destiny är ett amerikanskt trycksatt laboratorium på den internationella rymdstationen ISS.
I Destiny utför astronauterna experiment vars resultat vetenskapsmän på Jorden sedan använder, till exempel inom medicin, ingenjörsvetenskap, bioteknik, fysik och materialteknik.

## Laboratoriet
Destiny har plats för tjugotre stycken så kallade ISPR, (International Standard Payload Racks) vilket är en typ av rack i storlek av ungefär en telefonkiosk, där olika experimentmoduler kan monteras. Fem ISPR används för elektricitet, vattenkylning, luftrening, kontroll av  temperatur och luftfuktighet ombord på rymdstationen. Ett ISPR är Minus Eighty Degree Laboratory Freezer for ISS (MELFI), installerad 2006 av STS-121, som är en 300 liters frysbox där man i sektioner kan lagra prover och annat i olika temperaturer, till exempel i −80 °C, −26 °C, och +4 °C.
I Destiny finns även ett fönster som huvudsakligen används för att titta på Jorden. För att skydda fönstret finns en lucka utanför som man kan öppna och stänga.

## Anslutningar
Destiny har två anslutningar. Båda är av typen Common Berthing Mechanism.
- För: Servicemodulen Harmony. Användes som dockningsstation för NASA:s rymdfärjor till och med november 2007 (STS-120).
- Akter: Här är förbindelsemodulen Unity ansluten.

Ovanför Destiny sitter truss som är fackverkskonstruktionen där bland annat de stora solpanelerna sitter monterade.

## Dimensioner och vikt
- Längd:	8,53 meter.
- Diameter: 4,27 meter.
- Vikt: Ungefär 14,5 ton.

## Uppskjutning
Destiny levererades och installeras av STS-98 i februari 2001 som den fjärde i ordningen av trycksatta moduler på ISS.

## Dockningar
|  | Farkost / Modul           | Port  | Dockning (UTC)            | Urdockning (UTC)          |
|  | ------------------------- | ----- | ------------------------- | ------------------------- |
|  | Unity                     | Akter | 10 februari 2001, 19:12   |                           |
|  | Discovery STS-102 (PMA-2) | För   | 10 mars 2001, 06:38       | 19 mars 2001, 04:32       |
|  | Endeavour STS-100 (PMA-2) | För   | 21 april 2001, 13:59      | 29 april 2001, 17:34      |
|  | Atlantis STS-104 (PMA-2)  | För   | 14 juli 2001, 03:08       | 22 juli 2001, 04:54       |
|  | Discovery STS-105 (PMA-2) | För   | 12 augusti 2001, 18:41:46 | 20 augusti 2001, 14:51:30 |
|  | Endeavour STS-108 (PMA-2) | För   | 7 december 2001, 20:03:29 | 15 december 2001, 17:28   |
|  | Atlantis STS-110 (PMA-2)  | För   | 10 april 2002, 16:05      | 17 april 2002, 18:31      |
|  | Endeavour STS-111 (PMA-2) | För   | 7 juni 2002, 16:25        | 15 juni 2002, 14:32       |
|  | Atlantis STS-112 (PMA-2)  | För   | 9 oktober 2002, 15:16     | 16 oktober 20002, 13:13   |
|  | Endeavour STS-113 (PMA-2) | För   | 25 november 2002, 21:59   | 2 december 2002, 20:05    |
|  | Discovery STS-114 (PMA-2) | För   | 28 juli 2005, 11:18       | 6 augusti 2005, 07:24     |
|  | Discovery STS-121 (PMA-2) | För   | 6 juli 2006, 14:51:45     | 15 juli 2006, 10:07:51    |
|  | Atlantis STS-115 (PMA-2)  | För   | 11 september 2006, 10:46  | 17 september 2006, 12:50  |
|  | Discovery STS-116 (PMA-2) | För   | 11 december 2006, 22:12   | 19 december 2006, 22:11   |
|  | Atlantis STS-117 (PMA-2)  | För   | 10 juni 2007, 19:36       | 19 juni 2007, 14:42       |
|  | Endeavour STS-118 (PMA-2) | För   | 10 augusti 2007, 18:02    | 19 augusti 2007, 11:56    |
|  | Discovery STS-120 (PMA-2) | För   | 25 oktober 2007, 12:40    | 5 november 2007, 10:32    |
|  | Harmony                   | För   | 14 november 2007, 10:35   |                           |

### Fotnoter
1. 1 2  Manned Astronautics - Figures & Facts, Destiny Arkiverad 14 oktober 2015 hämtat från the Wayback Machine., läst 17 augusti 2016.
2. ↑  Manned Astronautics - Figures & Facts, Harmony Arkiverad 9 mars 2016 hämtat från the Wayback Machine., läst 17 augusti 2016.